# Amomyrtus meli
Amomyrtus meli är en myrtenväxtart som först beskrevs av Rodolfo Amando Philippi, och fick sitt nu gällande namn av Carlos Maria Diego Enrique Legrand och Eberhard Max Leopold Kausel. Amomyrtus meli ingår i släktet Amomyrtus och familjen myrtenväxter. Inga underarter finns listade i Catalogue of Life.

## Bildgalleri

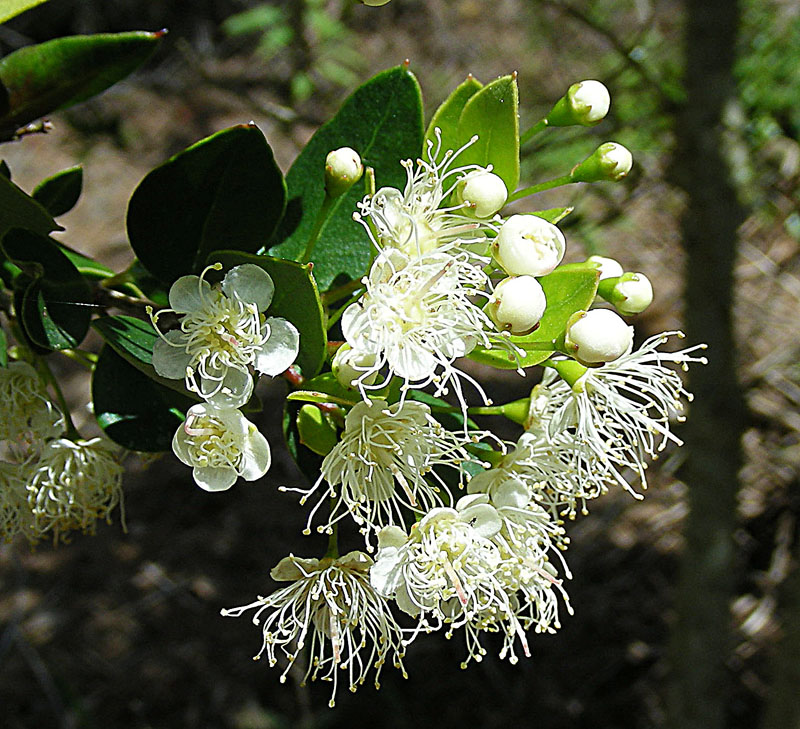
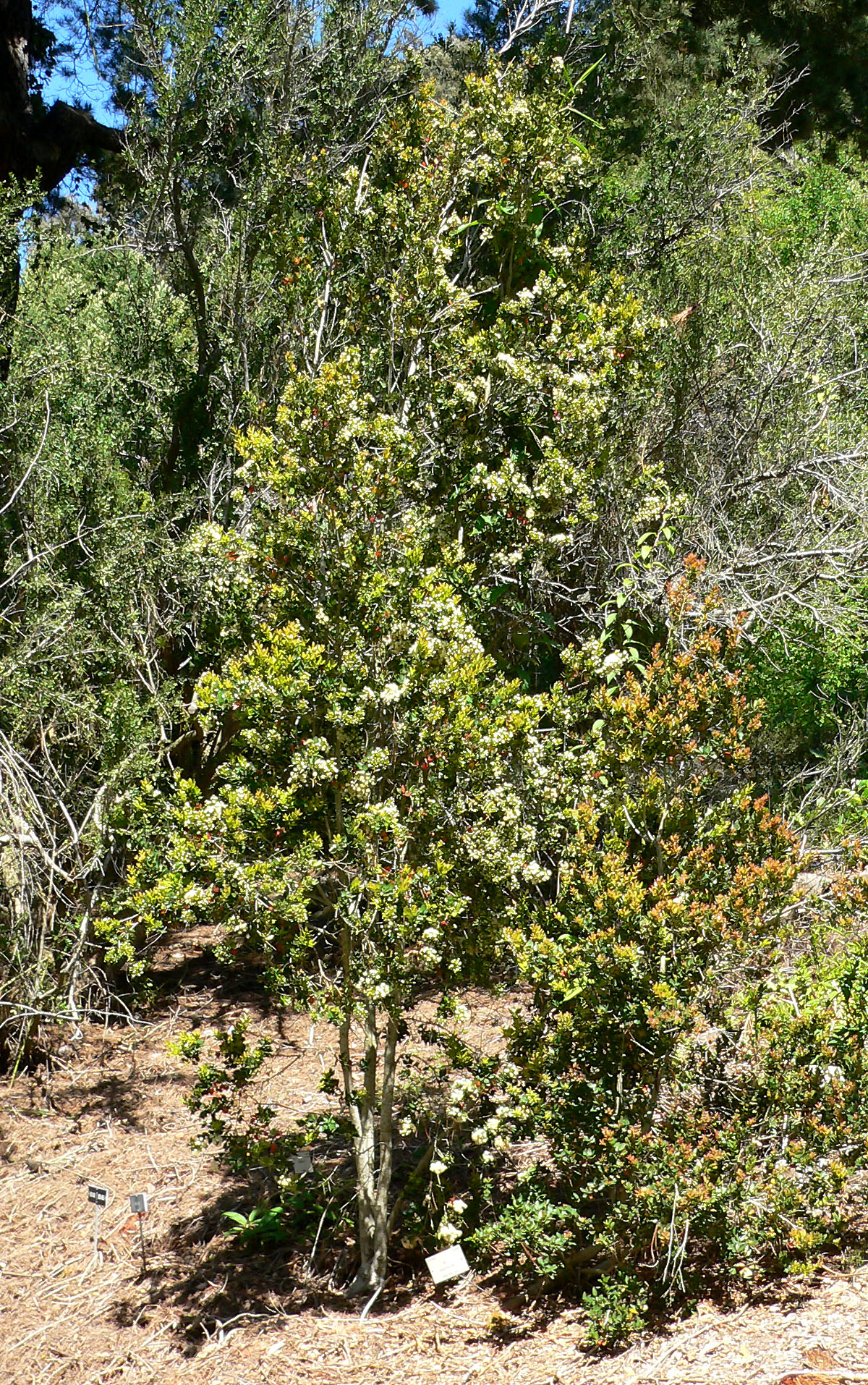
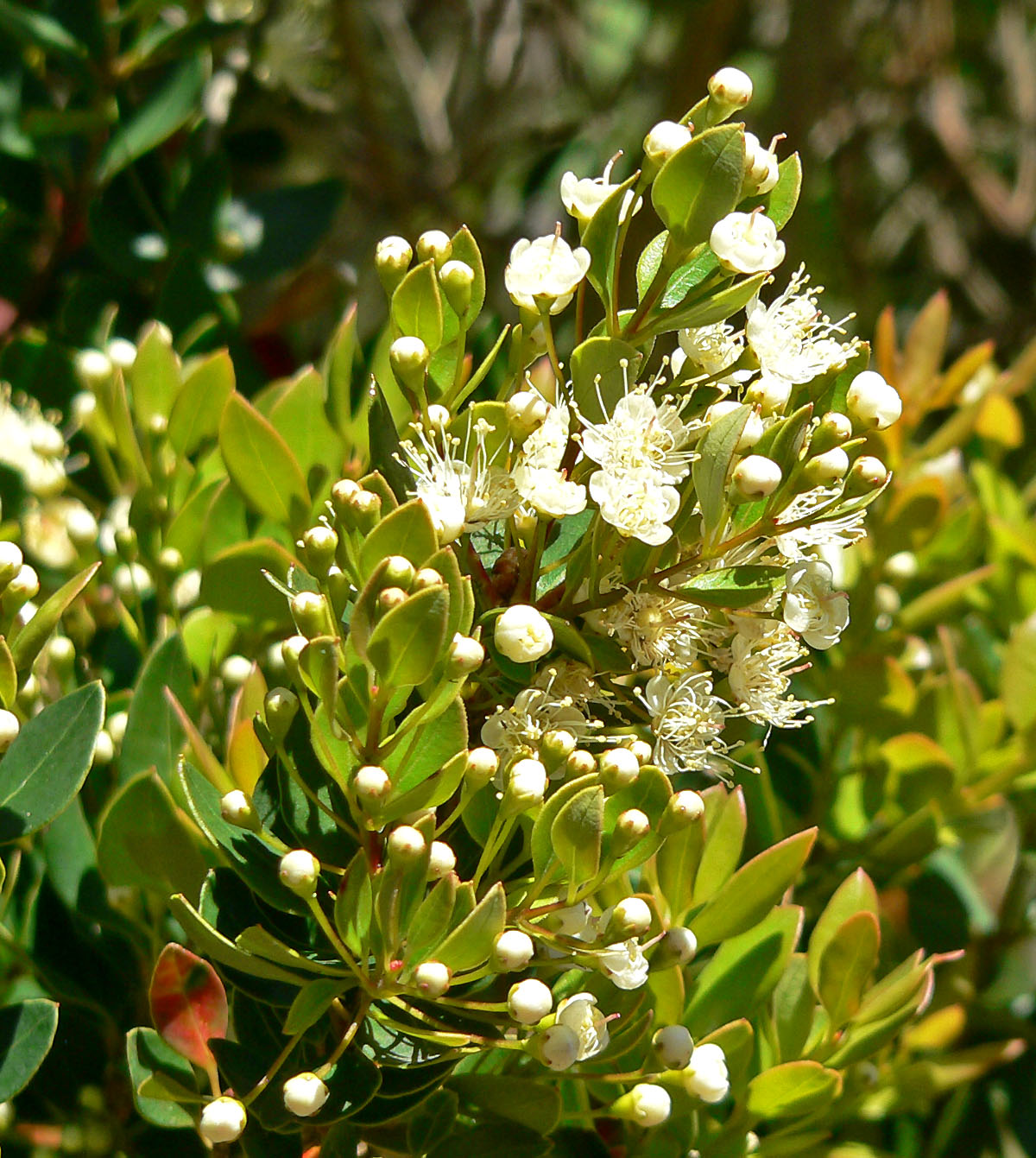
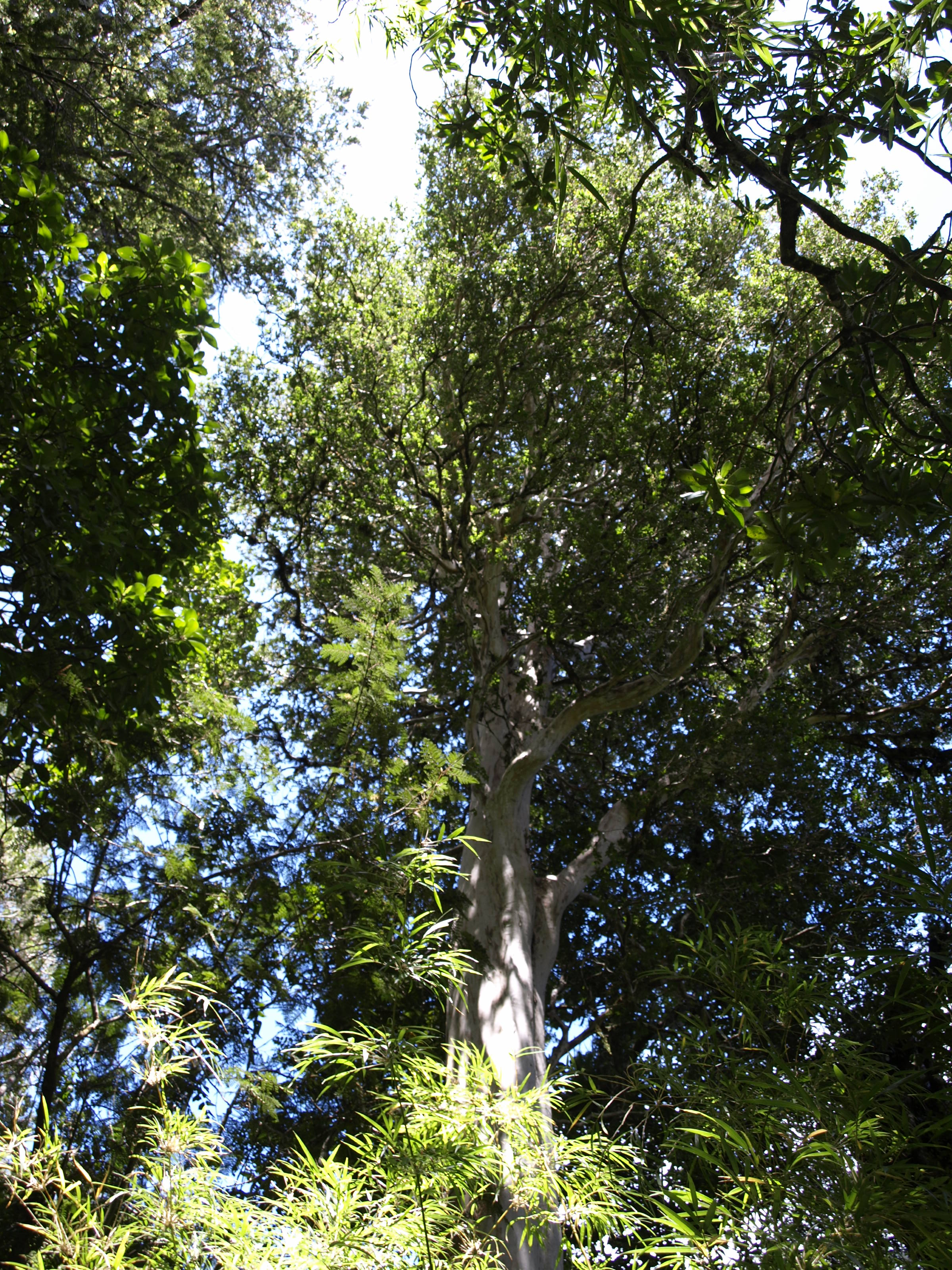
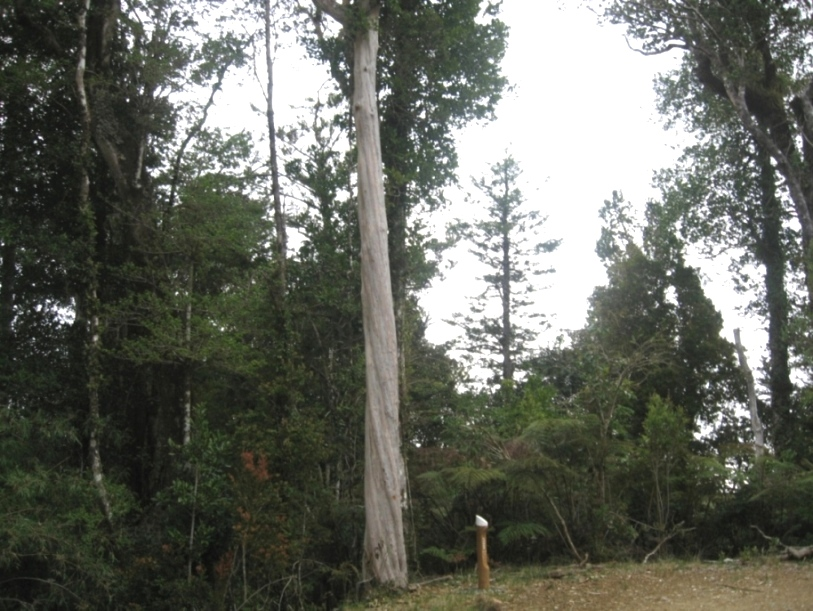
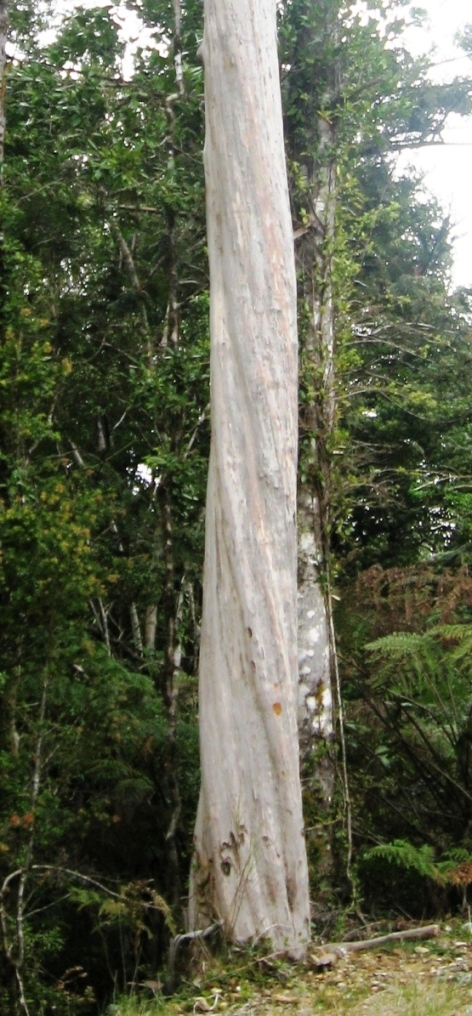